# Морочский сельсовет
Морочский сельсовет — административная единица на территории Клецкого района Минской области Белоруссии. Административный центр — агрогородок Морочь.

## Географическое положение
Морочский сельский Совет находится в юго-восточной части Клецкого района и граничит с Копыльским районом Минской области, Ганцевичским районом Брестской области. Административный центр сельсовета — Агрогородок Морочь расположен в 45 км от районного центра — города Клецка.

## История
Деревня Морочь возникла в середине XV века на реке с таким же названием.
В годы Великой Отечественной войны она была почти полностью сожжена немецко-фашистскими оккупантами, а деревня Колки повторила судьбу Хатыни — сожжена вместе с жителями.
28 июня 2013 года в состав Морочского сельсовета включены населённые пункты Ёдчицы, Тетеревец, Лазовичи, Кунцевщина, Мокраны Нагорновского сельсовета.

## Состав
Морочский сельсовет включает 11 населённых пунктов:
- Ёдчицы — деревня.
- Колки — деревня.
- Комлевщина — деревня.
- Кунцевщина — деревня.
- Лазовичи — агрогородок.
- Мокраны — деревня.
- Морочь — агрогородок.
- Смоличи — деревня.
- Тетеревец — деревня.
- Узнога — деревня.
- Урведь — деревня.

## Производственная сфера
- Сельскохозяйственный производственный кооператив «Морочь». Основан в 1941 году как колхоз «Прогресс». В июле 2003 года переименован в СПК «Морочь»
- Колковское лесничество
- Участок Морочь РКУП «Клецкого ЖКХ»

## Социально-культурная сфера
- Государственное учреждение образования «Морочская ГОСШ». Основана в 1903 году как церковно-приходская школа. С 1949 года работала как семилетка. В 1962 году — восьмилетка, а с 1968 года — средняя школа. С 2000 года школа занимается экологическим воспитанием, работает по реализации педагогического проекта на областном уровне «Воспитание гражданина, патриота на национальном наследии белорусского народа».
- Морочский детский сад. Открыт в 1984 году. Неотъемлемой частью воспитания детей в детском саду стали народно-фольклорные традиции, так же в саду оформлена этнокомната, богатая историческими экспонатами
- Детско-юношеская спортивная школа. Создана в 1988 году
- Учреждения культуры: Морочский сельский Дом культуры, Морочский Центр ремесел, Колкинский Дом фольклора, Морочская библиотека, Колкинская библиотека, Узногская библиотека-клуб, Комлевская библиотека-клуб, филиал Клецкой школы искусств
- Здравоохранение: Морочская врачебная амбулатория на 100 амбулаторных посещений в смену и два ФАПа: Колкинский и Комлевский

## Достопримечательности
- Морочский народный хор. Создан в 1953 году. Почетное звание «народный» получил в 1963 году. С 1980 года хором руководит заслуженный деятель культуры Республики Беларусь Пилипеня Евгения Никоновна. В репертуаре — народные песни и произведения белорусских и русских авторов
- С 1999 года в Морочи работает районный Центр ремесел.